# Lestodiplosis inclusae
Lestodiplosis inclusae är en tvåvingeart som beskrevs av Jean-Jacques Kieffer 1909. Lestodiplosis inclusae ingår i släktet Lestodiplosis och familjen gallmyggor.
Artens utbredningsområde är Frankrike. Inga underarter finns listade i Catalogue of Life.